# Esgaroth

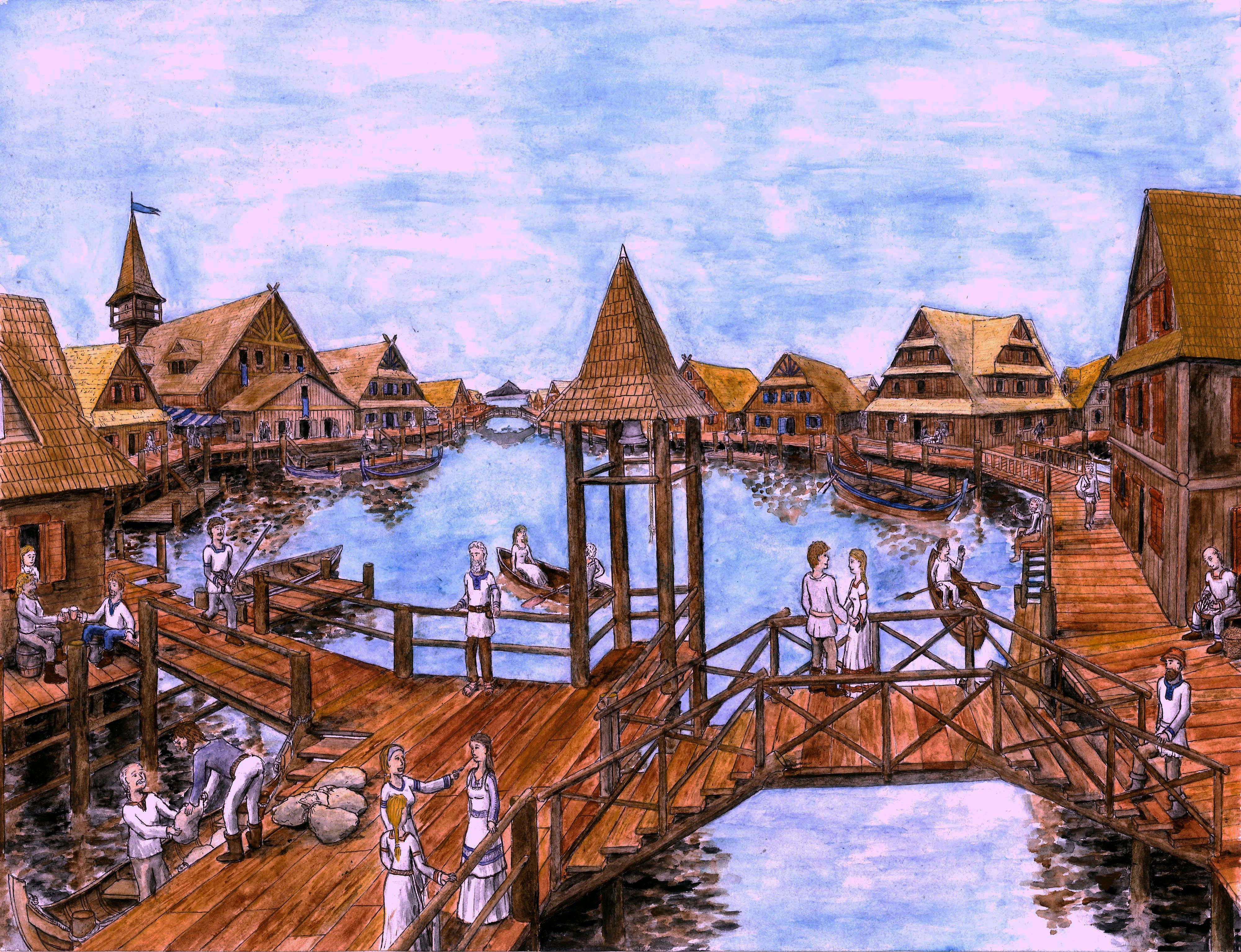
Wyobrażenie Esgaroth

Esgaroth (sin. Jezioro Szuwarowe) – miasto ze stworzonej przez J.R.R. Tolkiena mitologii Śródziemia, jedno z miejsc akcji Hobbita. Pewne wzmianki na jego temat można znaleźć we Władcy Pierścieni. Esgaroth jest zaznaczone na mapie Dzikich Krajów zamieszczonej w Hobbit.

## Geografia
Esgaroth położone było pośrodku Długiego Jeziora, na północ od ujścia Leśnej Rzeki. Z lądem łączył je drewniany pomost, bowiem 

(...) nie leżało na brzegu, gdzie widać było ledwie kilka chat i budynków, lecz wyrastało nad taflą jeziora, osłonione od fal wpadającej rzeki skalistym przylądkiem, który tworzył zaciszną zatokę.

W związku z tym zwane było Miastem Na Jeziorze (ang. Laketown).

## Historia

### Rola handlowa
Nie wiadomo, kiedy powstało. Rozkwitało dzięki sąsiedztwu krasnoludzkiego Królestwa pod Górą Po zajęciu Ereboru przez Smauga (2770 rok Trzeciej Ery) i zniszczeniu przez niego większości okolicy, Miasto Na Jeziorze było jedynym większym skupiskiem ludzi na tym obszarze. Wielu uciekinierów z Dale osiedliło się w Esgaroth (wśród nich była rodzina króla Giriona).
Na czele miasta stał rządca, wybierany przez mieszkańców. W późniejszych latach Esgaroth nadal odgrywało ważną rolę handlową, utrzymując ożywione stosunki z elfami z Mrocznej Puszczy, swoimi najbliższymi sąsiadami oraz, być może, z dalej położonymi Żelaznymi Wzgórzami i Dorwinionem. Mieszkańcy trudnili się także rybołówstwem.
Esgaroth zbudowane zostało na kształt prostokąta. Wszystkie budynki wzniesiono z drewna, na palach wbitych w dno jeziora. W centrum miasta znajdował się rynek,

(…) szeroki krąg spokojnej wody, otoczony wysokimi palami, na których wspierały się najznakomitsze budowle, i ułożonymi z desek bulwarami, z których schody i drabiny wiodły w dół, ku jezioru.

### Wyprawa Thorina i zniszczenie miasta
Momentem zwrotnym w historii miasta było przybycie kompanii Thorina (22 września 2941 roku). Ludzie przyjęli krasnoludów entuzjastycznie, z powodu legendy, która mówiła, że Król spod Góry kiedyś powróci, a wraz z nim wielkie bogactwa. Poza ugoszczeniem przybyszy, wyposażyli ich na dalszą drogę i przewieźli przez jezioro.
Ściągnęło to na nich zgubę, bowiem Smaug domyślił się, że mieszkańcy Esgaroth udzielili pomocy krasnoludom. Zaatakował miasto, planując je zniszczyć i wymordować ludzi. Jednak choć udało mu się swoim ogniem podpalić Esgaroth, to poniósł śmierć, zabity przez łucznika Barda, potomka Giriona (1 listopada 2941 roku). Śmiertelnie raniony smok spadł do wody, grzebiąc pod swoim cielskiem Miasto na Jeziorze. Znaczna część ludności zdołała uciec łodziami na brzeg, a dzięki pomocy elfów udało im się przeżyć ten trudny okres bez dachu nad głową.

### Odbudowa i dalsze dzieje
Po Bitwie Pięciu Armii Esgaroth zostało odbudowane, dużo większe i okazalsze, lecz położone już bardziej na północ i na stałym lądzie. W następnych latach rozkwitało, będąc nadal ważnym punktem handlowym.